# 장병도
장병도(長柄島)는 전라남도 신안군 하의면 후광리에 있는 섬이다. 